# علیشاه مولوی
علیشاه مولوی (زادهٔ ۲۲ دی ۱۳۳۱ – درگذشتهٔ ۱۵ اسفند ۱۳۹۲) شاعر ایرانی بود.

## زندگی
علیشاه مولوی کرسَنکی در ۲۲ دی ماه ۱۳۳۱ در میانکوه آغاجاری خوزستان و در یک خانوادهٔ کارگری متولد شد، مولوی در سال ۱۳۵۴ با جریان‌های سیاسی و سیاست آشنا شد و دو سال بعد همزمان با تحصیل در رشتهٔ ادبیات فارسی به صورت جدی به فعالیت‌های سیاسی و هنری مانند تاتر، سینما و فعالیت‌های ورزشی پرداخت. وی در فاصله سال‌های ۱۳۵۷ تا ۱۳۶۰ پنج دفتر شعر و یک شعر داستان با نام‌های مستعار منتشر کرد.
اشعار مولوی در مجلات آدینه، دنیای سخن، کارنامه، بایا، نافه، کلک، گوهران، پابریک و ارمغان فرهنگی و تجربه و برخی روزنامه‌ها چاپ شده بود.

علیشاه مولوی به مدت شش سال دبیر شعر مجله نافه بود و در همین مدت توانست جریان شعر شاعران شهرستان را به وجود آورد. او در سال‌های پس از انقلاب به منظور اعتراض به سانسور با وجود پیشنهاد ناشران مختلفی مانند چشمه، نگاه، بوتیمار و… از سپردن شعرهایش به ممیزی در هر شکل خودداری کرد و به مراقبه شخصی از خود و شعرش با دغدغه استقلال در شعر و شخصیت‌اش پرداخت.

علیشاه مولوی از جمله شاعرانی بود که نسبت به مسائل اجتماعی حساس بود و شعرش بیشتر گرایشی اجتماعی و عینی داشت.
او در سن ۶۱ سالگی و بر اثر سکته مغزی در بیمارستان فیروزگر تهران درگذشت. و در قطعه ۳۱۸ بهشت زهرا ردیف ۱۵۷ شماره ۴۳ به خاک سپرده شد.